# Litofil elemek
A litofil elemek a Szádeczky-Kardoss-féle geokémiai rendszer negyedik kategóriáját képezik. Ez a geokémiai osztályozás az elemek ionjainak természetes körülmények közti vegyületképző képességén és hajlandóságán alapul.
A periódusos rendszer litofil elemei a szilícium, alumínium, mangán, kalcium, nátrium, kálium, lítium, rubídium, cézium, berillium, stroncium és bárium.
Van egy úgynevezett átfutó (nem jellemzően litofil, de itt is megjelenő) elem, ez az oxigén. Nem jellemző, annak ellenére, hogy a földkéregben legnagyobb mennyiségben éppen a szilícium-dioxid van jelen.
Dúsulásuk már az előkristályosodás (folyós magmás szakasz) megkezdődik ultrabázikus magmában, a maximumot a savanyú magmatit fázisban és a pegmatitos kristályosodási fázisban érik el. Többségük ionos szilikátásványt alkot, és ezek a földkéreg leggyakrabban előforduló, kőzetalkotó elemei.